# 보 (대사농)
보(輔, ? ~ ?)는 전한 후기의 관료이다. ‘보’는 이름자로, 성씨는 알려져 있지 않다.

## 행적
지절 3년(기원전 67), 대사농에 임명되었다.

## 출전
- 반고, 《한서》 권19하 백관공경표(百官公卿表) 下

| 전임 순우사 | 전한의 대사농 기원전 67년 ~ 기원전 66년? | 후임 주읍 |